# Никифоров, Арнольд Фёдорович
Арно́льд Фёдорович Ники́форов (18 ноября 1930, Ленинград — 27 декабря 2005, Москва) — российский математик и физик (математическая и квантовая физика). Доктор физико-математических наук, профессор МГУ, лауреат Ленинской премии (1962), заслуженный деятель науки РФ (2002).

## Биография
Окончил физический факультет МГУ имени М. В. Ломоносова (1955), некоторое время работал в Арзамасе-16.
С 1956 года — в Отделении прикладной математики МИАН имени В. А. Стеклова, позднее преобразованном в Институт прикладной математики АН СССР. Последняя должность — главный научный сотрудник, заведующий отделом вычислительной физики ИПМ.
Кандидат физико-математических наук (1966), доктор физико-математических наук (1975). Обе диссертации связаны с «закрытой» тематикой. Учёное звание — профессор (1979).
По совместительству с 1969 по 2005 год преподавал в МГУ на физическом факультете и факультете ВМК: доцент, профессор кафедры вычислительной математики, затем — кафедры математической физики (1977—2000). Читал курсы лекций: «Методы математической физики», «Специальные функции математической физики», «Дифференциальные и разностные уравнения гипергеометрического типа», «Квантово-статистические модели самосогласованного поля».
Лауреат Ленинской премии (1962, совместно с В. Б. Уваровым).
Умер 27 декабря 2005 года после тяжёлой болезни.

## Основные работы
- Специальные функции математической физики — М.: Наука, 1984, 2-e изд.; англ. пер.: Basel-Boston: Birkhauser Verlag, 1988 (соавт. В. Б. Уваров);
- Классические ортогональные полиномы дискретной переменной — М., Наука, 1985; англ. пер.: Berlin-Heidelberg-New York: Springer Verlag, 1991 (соавт. В. Б. Уваров, С. К. Суслов);
- Численные методы решения некоторых задач квантовой механики. Ч. 1 — М., изд-во МГУ, 1981;
- Polynomial solutions of hypergeometric type difference equations and their classification // Integral Transforms and Special Functions, 1993, v. 1, N 3, pp. 223–249;
- Квантово-статистические модели высокотемпературной плазмы и методы расчета росселандовых пробегов и уравнений состояния — М., Физматлит, 2000 (соавт. В. Г. Новиков, В. Б. Уваров).